# معاداة السامية في المجر المعاصرة
يبدو أن معاداة السامية في المجر المعاصرة ظاهرة مستمرة. ومن أركانها التي قامت عليها قضية تشهير الدم في تيسزيسزلار في عام 1882 و1883. اشتدت معاداة السامية اشتدادًا قويًّا في القرن العشرين بعد أن قاد بيلا كون ربيعًا لم يدم طويلًا من الدكتاتورية البلشفية عام 1919، إذ رافق ذلك إرهاب أحمر دموي تلته حركة الإرهاب الأبيض.
في الفترة الشيوعية الثانية في المجر بعد الحرب العالمية الثانية، لم تظهر معاداة السامية في شكلها المعتاد. بل كانت جزءًا من الأيديولوجية الفاشية، وقد أكدت النخبة الشيوعية على إتلاف كل الكتب المعادية للسامية. كانت الدولة معادية للسامية ومعادية للصهيونية، مثل الاتحاد السوفيتي والمستوطنات السوفيتية الأخرى واشتدّت هذه المعاداة بين عامي 1949 و1953 حتى موت ستالين.
صُوِّر قادة الحرب الأهلية المجرية والحرب العالمية الثانية المعادون للسامية بصورة سلبية جدًا في المجر تحت الحكم الشيوعي. بعد انهيار النظام الشيوعي، تاق كثير من المجريين إلى فترة حكم هورثي وأحيوها هي ورمزياتها والأعمال التي كتبها ألبرت واس وميكلوس هورثي اللذين كان الناس يبجّلانهما، وبدأ في تلك الفترة ظهور تماثيلهما.
في أثناء تحول المجر عام 1989 من الشيوعية إلى الديمقراطية، ودخول حرية التعبير وحرية الصحافة، ظهرت معاداة السامية مباشرةً، واستمرت في الظهور بين الحين والآخر. أدت هذه الظاهرة إلى نقاش محتدم في مسألة: هل سببت التغيرات الاقتصادية والاجتماعية لدى الناس نزعة معاداة اليهود بينهم أو أن كره اليهود كان مخفيًّا وإنما ظهر إلى السطح نتيجة للحريات المدينة الجديدة؟
أدت الأوضاع بعد انهيار الشيوعية وصعود الرأسمالية إلى نشوء حركة وطنية اجتماعية جديدة تضمر أن العنصرية وكره الغرباء والأصولية ومعاداة السامية جميعها تشكل هوية - وهي استجابة زائفة مبنية على الهوية للمشكلات الاجتماعية الاقتصادية وإجابة زائفة مبنية على الثقافة لمشكلات حقيقية. وقيل إن انقسام البنية الاجتماعية السياسية في المجر -الذي أظهر تناقضات تاريخية بين فكرة التقدم وفكرة الوطنية- أسس وضعية حاولت فيها مجموعات عالية المكانة أن تحول معاداة السامية إلى اصطلاح ثقافي متنقل. أكد كلاوس هولز في مفهومه عن معاداة السامية الوطنية على صورة اليهودية بوصفها لا-هوية عالمية ومهددة دائمًا، تدمر الهويات والمجتمعات المحلية. هذه الصورة جعلت اليهودي مفترسًا والأمة ضحية.
في الفترة التي تلت سقوط النظام الشيوعي ظهرت معاداة السامية على المستويين الخارجي والداخلي. على المستوى الخارجي، دعم المجريون الفاشيون الذين يعيشون في الخارج مجموعات نازية جديدة معادية للسامية. وكان من منظري الحركات المجرية النازية الجديدة كتاب وناشرون من اليمين المتطرف. تأسست صحف بعد التحول منها صحيفتا هونيا فوزتك وسزنت كورونا، وكانتا أول من أعاد دوافع معاداة السامية وخلطتاهما مع عناصر من مرحلة ما بعد الحرب، لا سيما إنكار الهولوكوست. وعلى المستوى الداخلي، برزت معاداة السامية في النقاش العام في المنتديات الرئيسة للحياة العامة، وكان يدير هذه النقاشات مفكرون مثل إستفان سوركا الذي شارك في حركات المعارضة المعادية للشيوعية وكان شخصية بارزة في الحياة السياسية بعد تحول عام 1989.
في القرن الواحد والعشرين، تطورت معاداة السامية في المجر وصار لها إطار عمل مؤسسي، وظهرت الاعتداءات اللفظية والجسمية على اليهود، وهو ما كان فرقًا واضحًا بين مظاهر معاداة السامية في التسعينيات وبين التطورات الأخيرة. من أكبر ممثلي الأيديولوجية المعادية للسامية المؤسساتية: الحزب المجري المشهور جوبك، الذي كان نصيبه من الأصوات 17 بالمئة في الانتخابات الوطنية في أبريل عام 2010. شاركت الثقافة اليمينية المتطرفة التي تشمل الأسواق الوطنية والاحتفالات العنصرية الوطنية والمعادية للسامية بدور كبير في تأسيس معاداة السامية في المجر في القرن الواحد والعشرين. تطور الحديث المعاصر المعادي للسامية وتوسع، ولكنه لم يزل مبنيًّا على أفكار قديمة معادية للسامية. من الاتهامات التقليدية الشائعة: الاحتلال اليهودي، والمؤامرة اليهودية العالمية، ومسؤولية اليهود عن معاهدة تريانون، واليهودية البلشفية، وتشهير الدم ضد اليهود. في السنين القليلة الماضية، تقوّت الحركة المعادية للسامية بالإشارات إلى «فَلْسَطة» الشعب المجري، وظهور تشهير الدم مرة أخرى، وإنكار الهولوكوست أو التقليل من حجمه، وبعد الأزمة المالية ظهرت إشارات إلى «الطبقة اليهودية البنكية».